# (5434) Tomwhitney
(5434) Tomwhitney – planetoida z pasa głównego planetoid.

## Odkrycie i nazwa
Odkryła ją Eleanor Helin 6 marca 1989 roku w Obserwatorium Palomar. Nazwa planetoidy pochodzi od Thomasa Whitneya (ur. 1941) – prezesa Amherst Area Amateur Astronomers Association. Przed nadaniem nazwy planetoida nosiła oznaczenie tymczasowe 1989 ES.

## Orbita
(5434) Tomwhitney obiega Słońce w średniej odległości 3,18 j.a. w czasie 5 lat i 248 dni.